# Wawa (album)
WAWA – album Brodki z udziałem gości. Projekt muzyczny upamiętnia 80. rocznicę wybuchu powstania warszawskiego.
Pierwsze wykonanie albumu na żywo odbyło się 26 lipca 2024 (w dniu premiery płyty) w Parku Wolności przy Muzeum Powstania Warszawskiego.
Wśród gości znaleźli się: Marcin Masecki, Sam Gendel, EABS, Hades, 2K88, Waluś Kraksa Kryzys, Błoto, zespół Księżyc.

## Lista utworów
Opracowano na podstawie materiału źródłowego.
| Nr  | Tytuł utworu           | Długość |
| --- | ---------------------- | ------- |
| 1.  | „Spotkanie z Warszawą” | 2:26    |
| 2.  | „Hejnał warszawski”    | 3:02    |
| 3.  | „Sierpień”             | 3:16    |
| 4.  | „Sen o Warszawie”      | 4:16    |
| 5.  | „Moja droga”           | 3:23    |
| 6.  | „Godzina W”            | 5:20    |
| 7.  | „Wojna!”               | 2:45    |
| 8.  | „Warsaw Street”        | 3:54    |
| 9.  | „Warszawa”             | 6:36    |
| 10. | „Life Above All”       | 2:53    |
|     |                        | 37:51   |

## Pozycja na liście sprzedaży

### Pozycja na tygodniowej liście
| Kraj   | Lista                   | Najwyższa pozycja |
| ------ | ----------------------- | ----------------- |
| Polska | OLiS – albumy           | 2                 |
| Polska | OLiS – albumy fizycznie | 1                 |